# Mike Mills (cineasta)
Mike Mills (Berkeley, 20 de março de 1966) é um cineasta e roteirista estadunidense. Dentre seus filmes mais conhecidos estão Thumbsucker, Beginners e 20th Century Women; o último lhe rendeu uma indicação ao Oscar de melhor roteiro original na edição de 2017.